# Tournes
Tournes és un municipi francès situat al departament de les Ardenes i a la regió del Gran Est. L'any 2007 tenia 1.080 habitants.

## Demografia

### Població
El 2007 la població de fet de Tournes era de 1.080 persones. Hi havia 403 famílies de les quals 76 eren unipersonals (36 homes vivint sols i 40 dones vivint soles), 121 parelles sense fills, 174 parelles amb fills i 32 famílies monoparentals amb fills.
La població ha evolucionat segons el següent gràfic:
Habitants censats

### Habitatges
El 2007 hi havia 448 habitatges, 414 eren l'habitatge principal de la família, 10 eren segones residències i 24 estaven desocupats. 392 eren cases i 53 eren apartaments. Dels 414 habitatges principals, 308 estaven ocupats pels seus propietaris, 96 estaven llogats i ocupats pels llogaters i 10 estaven cedits a títol gratuït; 2 tenien una cambra, 6 en tenien dues, 38 en tenien tres, 104 en tenien quatre i 263 en tenien cinc o més. 333 habitatges disposaven pel capbaix d'una plaça de pàrquing. A 166 habitatges hi havia un automòbil i a 213 n'hi havia dos o més.

### Piràmide de població
La piràmide de població per edats i sexe el 2009 era:
| Homes | Edats   | Dones |
| ----- | ------- | ----- |
| 0     | 95 o +  | 4     |
| 0     | 90 a 94 | 0     |
| 0     | 85 a 89 | 8     |
| 12    | 80 a 84 | 4     |
| 4     | 75 a 79 | 8     |
| 20    | 70 a 74 | 8     |
| 12    | 65 a 69 | 24    |
| 24    | 60 a 64 | 40    |
| 32    | 55 a 59 | 16    |
| 52    | 50 a 54 | 44    |
| 28    | 45 a 49 | 52    |
| 32    | 40 a 44 | 32    |
| 64    | 35 a 39 | 56    |
| 48    | 30 a 34 | 40    |
| 28    | 25 a 29 | 20    |
| 20    | 20 a 24 | 20    |
| 32    | 15 a 19 | 48    |
| 48    | 10 a 14 | 60    |
| 52    | 5 a 9   | 32    |
| 16    | 0 a 4   | 24    |

## Economia
El 2007 la població en edat de treballar era de 744 persones, 549 eren actives i 195 eren inactives. De les 549 persones actives 496 estaven ocupades (265 homes i 231 dones) i 53 estaven aturades (25 homes i 28 dones). De les 195 persones inactives 62 estaven jubilades, 81 estaven estudiant i 52 estaven classificades com a «altres inactius».

### Ingressos
El 2009 a Tournes hi havia 428 unitats fiscals que integraven 1.089 persones, la mediana anual d'ingressos fiscals per persona era de 19.589 €.

### Activitats econòmiques
Dels 100 establiments que hi havia el 2007, 1 era d'una empresa extractiva, 3 d'empreses alimentàries, 5 d'empreses de fabricació de material elèctric, 17 d'empreses de fabricació d'altres productes industrials, 18 d'empreses de construcció, 16 d'empreses de comerç i reparació d'automòbils, 3 d'empreses de transport, 5 d'empreses d'hostatgeria i restauració, 8 d'empreses financeres, 2 d'empreses immobiliàries, 7 d'empreses de serveis, 11 d'entitats de l'administració pública i 4 d'empreses classificades com a «altres activitats de serveis».
Dels 28 establiments de servei als particulars que hi havia el 2009, 1 era una oficina de correu, 3 tallers de reparació d'automòbils i de material agrícola, 1 establiment de lloguer de cotxes, 2 paletes, 3 guixaires pintors, 4 fusteries, 3 lampisteries, 4 electricistes, 2 perruqueries, 4 restaurants i 1 agència immobiliària.
Dels 5 establiments comercials que hi havia el 2009, 1 era una botiga de més de 120 m², 2 fleques, 1 una fleca i 1 una botiga de material de revestiment de parets i terra.
L'any 2000 a Tournes hi havia 4 explotacions agrícoles.

## Equipaments sanitaris i escolars
L'únic equipament sanitari que hi havia el 2009 era una farmàcia.
El 2009 hi havia una escola elemental.

## Poblacions més properes
El següent diagrama mostra les poblacions més properes.